# Helmut Nonn
Helmut Nonn (* 18. Oktober 1933 in Mülheim an der Ruhr; † 12. November 2024) war ein deutscher Hockeyspieler. Er gewann 1956 eine olympische Bronzemedaille.
Bei den Olympischen Spielen 1956 in Melbourne wirkten Helmut Nonn und sein Bruder Wolfgang in allen fünf Spielen mit. Nachdem die Mannschaft gegen den späteren Olympiazweiten Pakistan ein torloses Unentschieden erreicht hatte, verlor sie im Halbfinale gegen die Inder mit 1:0. Im Spiel um die Bronzemedaille gewannen die Deutschen mit 3:1 gegen die Briten.
Dafür wurden er und die Hockey-Nationalmannschaft am 21. Mai 1957 mit dem Silbernen Lorbeerblatt ausgezeichnet.
Helmut Nonn gehörte auch bei den Olympischen Spielen 1960 zum deutschen Aufgebot und erreichte mit der Mannschaft den siebten Platz. Insgesamt wirkte Helmut Nonn von 1956 bis 1964 in 50 Länderspielen mit.
Mit Uhlenhorst Mülheim wurde Helmut Nonn 1954, 1955, 1957, 1958, 1960 und 1964 Deutscher Meister. Von 1981 bis 1988 war er Vorsitzender und seit 1989 Ehrenvorsitzender des HTC Uhlenhorst.